# World Rugby U-20 Trophy 2017
World Rugby U-20 Trophy 2017 – dziesiąty turniej z cyklu World Rugby U-20 Trophy, który odbył się w Urugwaju pomiędzy 29 sierpnia a 10 września 2017 roku. Były to międzynarodowe zawody narodowych drużyn rugby union organizowane pod auspicjami World Rugby dla zawodników do 20 roku życia niższe rangą od rozgrywanych w tym samym roku World Rugby U-20 Championship.
Unión de Rugby del Uruguay otrzymał prawa do organizacji turnieju na początku października 2016 roku, jednocześnie ogłoszono, iż turniej odbędzie się w Montevideo. Rozkład gier opublikowano w połowie lipca 2017 roku, a ostatnią kolejkę grupową zaplanowano poza stolicą. Panel arbitrów.
W rozgrywkach wzięło udział osiem reprezentacji, podzielonych na dwie grupy po cztery drużyny. Start w zawodach zapewniony mieli gospodarze oraz spadkowicze z Mistrzostw Świata 2016 – Japończycy. O pozostałe sześć miejsc odbywały się regionalne turnieje, a awans uzyskały Chile (Sudamérica Rugby), Namibia (Rugby Africa), Fidżi (Oceania Rugby), Hongkong (Asia Rugby), Portugalia (Rugby Europe) i Kanada (Rugby Americas North).
W finale spotkały się niepokonane w fazie grupowej reprezentacje Japonii i Portugalii. W skróconym o piętnaście minut z powodu ulewnego deszczu lepsi okazali się zawodnicy z Azji przy pierwszej próbie powracając do rozgrywek elity.

## Faza grupowa

### Grupa A
| 29 sierpnia 201710:00 | Namibia U-20                                                                  | 31:16 | Kanada U-20                           | Estadio Charrúa, Montevideo Sędzia: Maxime Burlet |
| 29 sierpnia 201710:00 | Nortje 5 (P) Loubser 6 (3pd) Steenkamp 5 (P) Klerk 10 (2P) Schickerling 5 (P) | 31:16 | Currie 5 (P) Kelly 6 (2K) Thiel 5 (P) | Estadio Charrúa, Montevideo Sędzia: Maxime Burlet |
| 29 sierpnia 201710:00 | Barton · Thiel                                                                | 31:16 |                                       | Estadio Charrúa, Montevideo Sędzia: Maxime Burlet |

| 29 sierpnia 201714:00 | Japonia U-20                                          | 28:22 | Chile U-20                                                                 | Estadio Charrúa, Montevideo Sędzia: Francisco González |
| 29 sierpnia 201714:00 | Kishioka 11 (pd 3K) Takei 10 (2P) 1 karne przyłożenie | 28:22 | Salas 2 (pd) Gajardo 5 (P) Huete 5 (P) C. Saavedra 5 (P) D. Saavedra 5 (P) | Estadio Charrúa, Montevideo Sędzia: Francisco González |

| 2 września 201712:00 | Namibia U-20                                                                                    | 33:19 | Chile U-20                                 | Estadio Charrúa, Montevideo Sędzia: Andrea Piardi |
| 2 września 201712:00 | Groenewald 5 (P) Loubser 8 (4pd) Steenkamp 5 (P) Schickerling 5 (P) Wielligh 5 (P) Beukes 5 (P) | 33:19 | Salas 9 (P 2pd) Orchard 5 (P) Zunino 5 (P) | Estadio Charrúa, Montevideo Sędzia: Andrea Piardi |
| 2 września 201712:00 | Klerk                                                                                           | 33:19 | Manzano                                    | Estadio Charrúa, Montevideo Sędzia: Andrea Piardi |

| 2 września 201714:00 | Japonia U-20                                                                                         | 50:12 | Kanada U-20                 | Estadio Charrúa, Montevideo Sędzia: Stephen Copeman |
| 2 września 201714:00 | Kishioka 8 (4pd) Ahn 10 (2P) Sasaki 5 (P) Makisi 10 (2P) Kamata 5 (P) Koga 5 (P) 1 karne przyłożenie | 50:12 | Ngongo 5 (P) Thiel 7 (P pd) | Estadio Charrúa, Montevideo Sędzia: Stephen Copeman |
| 2 września 201714:00 | Keith                                                                                                | 50:12 |                             | Estadio Charrúa, Montevideo Sędzia: Stephen Copeman |

| 6 września 201711:30 | Kanada U-20                                                                  | 28:45 | Chile U-20                                                                            | Campus de Maldonado, Punta del Este Sędzia: Andrea Piardi |
| 6 września 201711:30 | Kelly 4 (2pd) Clironomos 5 (P) Barton 5 (P) Prevost 4 (2pd) McMullan 10 (2P) | 28:45 | Salas 15 (6pd K) Avelli 10 (2P) Escobar 5 (P) Sotomayor 5 (P) Oto 5 (P) Besamat 5 (P) | Campus de Maldonado, Punta del Este Sędzia: Andrea Piardi |
| 6 września 201711:30 | Beukeboom · Hurst                                                            | 28:45 |                                                                                       | Campus de Maldonado, Punta del Este Sędzia: Andrea Piardi |

| 6 września 201717:30 | Japonia U-20                                       | 33:13 | Namibia U-20                           | Campus de Maldonado, Punta del Este Sędzia: Francisco González |
| 6 września 201717:30 | Takei 5 (P) Makisi 15 (3P) Naka 8 (4pd) Mano 5 (P) | 33:13 | Jansen 5 (P) Loubser 3 (K) Omalu 5 (P) | Campus de Maldonado, Punta del Este Sędzia: Francisco González |

### Grupa B
| 29 sierpnia 201712:00 | Portugalia U-20                                  | 20:18 | Urugwaj U-20                                     | Estadio Charrúa, Montevideo Sędzia: Stephen Copeman |
| 29 sierpnia 201712:00 | Vidinha 5 (P) Abecassis 10 (2pd 2K) Cabral 5 (P) | 20:18 | Piazza 6 (2K) Arburúas 5 (P) 1 karne przyłożenie | Estadio Charrúa, Montevideo Sędzia: Stephen Copeman |
| 29 sierpnia 201712:00 | Cardoso · Picão                                  | 20:18 |                                                  | Estadio Charrúa, Montevideo Sędzia: Stephen Copeman |

| 29 sierpnia 201716:00 | Fidżi U-20                                                                 | 26:7 | Hongkong U-20                | Estadio Charrúa, Montevideo Sędzia: Andrea Piardi |
| 29 sierpnia 201716:00 | Mayanavanua 5 (P) Kotz 4 (2pd) Bogidrau 10 (2P) Nasamila 5 (P) Ratu 2 (pd) | 26:7 | Coebergh 5 (P) Worley 2 (pd) | Estadio Charrúa, Montevideo Sędzia: Andrea Piardi |
| 29 sierpnia 201716:00 | Scanlon                                                                    | 26:7 |                              | Estadio Charrúa, Montevideo Sędzia: Andrea Piardi |

| 2 września 201710:00 | Portugalia U-20                                                         | 31:24 | Hongkong U-20                                            | Estadio Charrúa, Montevideo Sędzia: Maxime Burlet |
| 2 września 201710:00 | Abecassis 14 (pd 4K) Freudenthal 5 (P) Campos 5 (P) 1 karne przyłożenie | 31:24 | Worley 11 (P 3pd) Scanlon 5 (P) Altier 3 (K) Duffy 5 (P) | Estadio Charrúa, Montevideo Sędzia: Maxime Burlet |

| 2 września 201716:00 | Fidżi U-20   | 3:34 | Urugwaj U-20                                                                  | Estadio Charrúa, Montevideo Sędzia: Tasuku Kawahara |
| 2 września 201716:00 | Botitu 3 (K) | 3:34 | Piazza 14 (P 3pd K) Garese 5 (P) Pujadas 5 (P) Arburúas 5 (P) Leindekar 5 (P) | Estadio Charrúa, Montevideo Sędzia: Tasuku Kawahara |
| 2 września 201716:00 | Nasamila     | 3:34 |                                                                               | Estadio Charrúa, Montevideo Sędzia: Tasuku Kawahara |

| 6 września 201713:30 | Urugwaj U-20 | 66:10 | Hongkong U-20                 | Campus de Maldonado, Punta del Este Sędzia: Maxime Burlet |
| 6 września 201713:30 | Corte 10 (2P) Piazza 14 (7pd) McCubbin 10 (2P) Grille 5 (P) Fitipaldo 5 (P) Leindekar 5 (P) Portela 5 (P) Medeiros 7 (P pd) García 5 (P) | 66:10 | Worley 5 (pd K) Denmark 5 (P) | Campus de Maldonado, Punta del Este Sędzia: Maxime Burlet |
| 6 września 201713:30 | Grille | 66:10 |                               | Campus de Maldonado, Punta del Este Sędzia: Maxime Burlet |

| 6 września 201715:30 | Fidżi U-20                 | 13:16 | Portugalia U-20                    | Campus de Maldonado, Punta del Este Sędzia: Tasuku Kawahara |
| 6 września 201715:30 | Kotz 8 (pd 2K) Savou 5 (P) | 13:16 | Abecassis 11 (pd 3K) Vassalo 5 (P) | Campus de Maldonado, Punta del Este Sędzia: Tasuku Kawahara |
| 6 września 201715:30 | Vugakoto · Momoidonu       | 13:16 |                                    | Campus de Maldonado, Punta del Este Sędzia: Tasuku Kawahara |

## Faza pucharowa

### Mecz o 7. miejsce
| 10 września 201710:00 | Kanada U-20                                                                        | 38:0 | Hongkong U-20 | Estadio Charrúa, Montevideo Sędzia: Tasuku Kawahara |
| 10 września 201710:00 | Kelly 8 (4pd) Thiel 5 (P) Keith 5 (P) Percillier 5 (P) Davis 5 (P) O’Neill 10 (2P) | 38:0 |               | Estadio Charrúa, Montevideo Sędzia: Tasuku Kawahara |

### Mecz o 5. miejsce
| 10 września 201712:00 | Chile U-20                                    | 15:13 | Fidżi U-20                | Estadio Charrúa, Montevideo Sędzia: Andrea Piardi |
| 10 września 201712:00 | Manzano 5 (P) Salas 3 (K) 1 karne przyłożenie | 15:13 | Kotz 3 (K) Suwawa 10 (2P) | Estadio Charrúa, Montevideo Sędzia: Andrea Piardi |
| 10 września 201712:00 | Tagi · Navabale                               | 15:13 |                           | Estadio Charrúa, Montevideo Sędzia: Andrea Piardi |

### Mecz o 3. miejsce
| 10 września 201714:00 | Namibia U-20                  | 12:34 | Urugwaj U-20                                                                              | Estadio Charrúa, Montevideo Sędzia: Stephen Copeman |
| 10 września 201714:00 | Loubser 7 (P pd) Ludick 5 (P) | 12:34 | Piazza 6 (3pd) Aboy 5 (P) Pujadas 5 (P) Cattivelli 3 (dg) Civetta 10 (2P) Fitipaldo 5 (P) | Estadio Charrúa, Montevideo Sędzia: Stephen Copeman |
| 10 września 201714:00 | Basson                        | 12:34 | McCubbin                                                                                  | Estadio Charrúa, Montevideo Sędzia: Stephen Copeman |

### Finał
| 10 września 201716:00 | Japonia U-20                                     | 14:3 | Portugalia U-20 | Estadio Charrúa, Montevideo Sędzia: Francisco González |
| 10 września 201716:00 | Kishioka 2 (pd) Makisi 5 (P) 1 karne przyłożenie | 14:3 | Abecassis 3 (K) | Estadio Charrúa, Montevideo Sędzia: Francisco González |